# Psallus ambiguus
Psallus ambiguus is een wants uit de familie van de blindwantsen (Miridae). De soort werd het eerst wetenschappelijk beschreven door Carl Fredrik Fallén in 1807.

## Uiterlijk
De zwartbruine of roodbruine wants is altijd macropteer en kan 3,5 tot 5 mm lang worden. De wants is langwerpig ovaal gevormd en is bedekt met zilverglanzende haartjes. De vrouwtjes zijn vaak wat lichter gekleurd. Het einde van het hoornachtige gedeelte van de voorvleugels, de cuneus, is meestal rood. Het doorzichtige gedeelte van de vleugels heeft geelwitte aders. 
Van de bruine pootjes zijn de dijen meestal donkerder en de schenen geelbruin. De eerste twee antennesegmenten zijn zwart, bij het vrouwtje is het middenstuk van het tweede segment geel gekleurd. Het derde segment is roodgeel en het laatste segment is grijs. 

## Leefwijze
De wants kent één generatie per jaar en doorstaat de winter als eitje. Als de wantsen in april volwassen worden, zijn ze tot augustus aan te treffen langs bosranden en in tuinen waar ze voornamelijk leven op els (Alnus) , berk (Betula) en eik (Quercus).

## Leefgebied
In Nederland is de soort vrij algemeen. Het verspreidingsgebied is Palearctisch, van Europa tot het Midden-Oosten en de Kaukasus) in Azië.